# Monforte de la Sierra
Monforte de la Sierra è un comune spagnolo di 108 abitanti situato nella comunità autonoma di Castiglia e León.